# Eirenura
Eirenura is een geslacht van uitgestorven slangsterren uit de familie Ophiuridae. Vertegenwoordigers van dit geslacht zijn slechts als fossiel bekend.

## Soorten
- Eirenura kohli (Thuy, 2005) †
- Eirenura papillata Thuy, 2011 †